# Kỹ thuật xây dựng
Kỹ thuật xây dựng là một lĩnh vực kỹ thuật liên quan đến kế hoạch, thi công và quản lý các công trình xây dựng như đường cao tốc, cầu, sân bay, cảng biển, đường sắt, đường hầm, tòa nhà hay cao ốc, đập, hồ chứa nước, công trình trên biển... Các dự án xây dựng đòi hỏi kiến thức về kỹ thuật và những nguyên tắc quản lý, thủ tục kinh doanh, kinh tế học, luật pháp và những mối quan hệ giữa các bên trong dự án. Kỹ sư xây dựng tham gia vào giai đoạn khảo sát mặt bằng, vị trí, địa chất công trình...; tham gia vào giai đoạn thiết kế sơ bộ, thiết kế bản vẽ thi công, đảm bảo và kiểm soát chất lượng công trình; đảm nhiệm vai trò tư vấn, giám sát ví như kiểm tra vật liệu, chất lượng bê tông, lập và theo dõi tiến độ dự án. Ngoài ra người kỹ sư xây dựng với vai trò là kỹ sư định giá còn đảm nhiệm công tác đo bóc khối lượng dự toán, lập và thẩm định giá công trình nhằm đưa ra những số liệu về chi phí cho toàn bộ dự án.
Các phân ngành trong xây dựng gồm: 
- Kết cấu
- Địa kỹ thuật
- Kỹ thuật vận tải
- Kỹ thuật môi trường
- Kỹ thuật thủy lợi
- Xây dựng
- Vật liệu xây dựng